# Negativ impedanskonverter
 For alternative betydninger, se NIC.
En negativ impedanskonverter (forkortet NIC fra eng. negative impedance converter) er en en-port operationsforstærker kredsløb som opfører sig som en negativ belastning og som sender energi ind i kredsløb i modsætning til en almindelig belastning, som forbruger energien (egentlig omsætter til varme eller lagrer energien).
Dette opnås ved at tilføje eller fratrække yderligere varierende spænding i serie til spændingsfaldet over en ækvivalent positiv impedans. Dette reverserer portens spændings polaritet eller strømmens retning og og introducerer et faseskift på 180° (inversion) mellem spænding og strøm for enhver signalgenerator.
De to versioner der kan laves er henholdsvis en negative impedance converter with voltage inversion (VNIC) og en negative impedance converter with current inversion (INIC). Det grundlæggende kredsløb af en INIC og dens analyse vises herefter.

## Grundlæggende kredsløb og analyse
INIC er en ikke-inverterende forstærker (op-amp og spændingsdeler R1, R2 på figuren) med en resistor (R3) forbundet mellem dens output og input. Op-amp output spænding er
{\displaystyle V_{\text{opamp}}=V_{s}\left(1+{\frac {R_{2}}{R_{1}}}\right)\,}
Strømmen som går ud fra operationsforstærkerens output går gennem resistor {\displaystyle R_{3}} mod kilden {\displaystyle V_{s}} er {\displaystyle -I_{s}}, og
{\displaystyle -I_{s}={\frac {V_{\text{opamp}}-V_{s}}{R_{3}}}=V_{s}{\frac {\frac {R_{2}}{R_{1}}}{R_{3}}}.}
Så input {\displaystyle V_{s}} udsættes for en modsat strøm {\displaystyle -I_{s}} som er proportional til {\displaystyle V_{s}} og kredsløbet opfører sig som en resistor med negativ modstand
{\displaystyle R_{\text{in}}\triangleq {\frac {V_{s}}{I_{s}}}=-R_{3}{\frac {R_{1}}{R_{2}}}.}
Generelt, elementerne {\displaystyle R_{1}}, {\displaystyle R_{2}} og {\displaystyle R_{3}} behøver ikke at være ohmske modstande (f.eks., kan de være kondensatorer, spoler eller impedans netværk).

## Negativ impedans kredsløb
En negativ af enhver impedans kan produceres med en negativ impedanskonverter (INIC i eksemplerne nedenfor), inklusiv negativ kapacitans og negativ induktans.

NIC kan yderligere designes til at fungere som jordløses impedanser – ligesom en ikke-jordet spole
| {\displaystyle Z_{\text{in}}={v \over i}=-Z} | {\displaystyle R_{\text{in}}={v \over i}=-R} | {\displaystyle Z_{\text{in}}={v \over i}={j \over {\omega C}}} | {\displaystyle Z_{\text{in}}={v \over i}=-j\omega CR_{1}^{2}} |